# Anthony Joseph Drexel-szobor
Anthony Joseph Drexel szobra az általa alapított Drexel-egyetem előtt áll Philadelphiában. Az alkotást Moses Jacob Ezekiel amerikai szobrász készítette.
Anthony Joseph Drexel philadelphiai befektetési bankár, filantróp 1893-ban halt meg Karlsbadban. Szobrát vállalkozótársa, John Henry Harjes rendelte meg tizenegy évvel később, 1904-ben az Európában élő amerikai művésztől, Moses Jacob Ezekieltől a Fairmount Park Art Association nevű társaságon keresztül. Az alkotást ezután a városnak adományozta. A szobrot Németországban öntötték.
A bronzszobor, amely ülő helyzetben ábrázolja Drexlert, 2,56 méter magas, az alatta álló márványtalapzat egy centiméter híján háromméteres. A szobrot 1905. június 17-én avatták fel a Lansdowne Drive és Belmont Avenue kereszteződésénél, majd 1966-ban átköltöztették az egyetem campusához, a Gerri C. Lebow Hall bejárata elé, a Market Street 32. és 33. Street közötti szakaszára. A szobrot Drexel két unokája leplezte le.